# Нове (Сарикольський район)
Нове (каз. Новый) — село у складі Сарикольського району Костанайської області Казахстану. Входить до складу Сорочинського сільського округу.
Населення — 152 особи (2021; 368 у 2009, 722 у 1999, 1173 у 1989).